# Vejrø
Vejrø – wyspa w Danii, na zatoce Smålandsfarvandet. Administracyjnie jest częścią Zelandii i częścią gminy Lolland. W 2020 roku wyspę zamieszkiwało 4 mieszkańców.